# Нараевский сельский совет (Бережанский район)
Нараевский сельский совет (укр. Нараївська сільська рада) — входит в состав
Бережанского района
Тернопольской области
Украины.
Административный центр сельского совета находится в 
с. Нараев.

## Населённые пункты совета
- с. Нараев
- с. Дулябы
- с. Шайбовка